# Me First and the Gimme Gimmes
Me First and the Gimme Gimmes är ett amerikanskt punkrockband. Det bildades som en supergrupp 1995 och spelar enbart covers. Gruppen kallas ibland felaktigt för Me first and the Gimmie Gimmies.

## Medlemmar
- Spike Slawson - sång, även i $wingin' Utter$
- "Fat" Mike Burkett - bas, även i NOFX
- Chris Shiflett - gitarr, även i Foo Fighters och tidigare i No Use for a Name
- Joey Cape - gitarr och sång, även i Lagwagon, Bad Astronaut och Afterburner
- Dave Raun - trummor, även i Lagwagon.

## Diskografi

### Album
- 1997 – Have a Ball
- 1999 – Are a Drag
- 2001 – Turn Japanese (EP)
- 2001 – Blow in the Wind
- 2003 – Take a Break
- 2004 – Ruin Jonny's Bar Mitzvah
- 2006 – Love Their Country

### Medverkan på samlingar
- 1996 – Survival of the Fattest ("Country Roads")
- 1997 – Physical Fatness ("Me and Julio Down By the Schoolyard")
- 1999 – Life in the Fat Lane ("My Favorite Things")
- 2001 – Live Fat, Die Young ("Hats Off to Larry")
- 2001 – Warped Tour 2001 Tour Compilation ("Don't Let the Sun Go Down on Me")
- 2002 – Uncontrollable Fatulence ("Nothing Compares 2 U")
- 2003 – The Rocky Horror Punk Rock Show ("Science Fiction/Double Feature")
- 2003 – Warped Tour 2003 Tour Compilation ("Harder They Come")